# 1315 Bronislawa
1315 Bronislawa è un asteroide della fascia principale del diametro medio di circa 63,5 km. Scoperto nel 1933, presenta un'orbita caratterizzata da un semiasse maggiore pari a 3,2064542 UA e da un'eccentricità di 0,0798976, inclinata di 7,07373° rispetto all'eclittica.
Prende il nome dalla beata Bronislava di Kamień, religiosa polacca.